# Élections législatives néerlandaises de 2023
Les élections législatives néerlandaises de 2023 (en néerlandais : Tweede Kamerverkiezingen 2023) ont lieu le 22 novembre aux Pays-Bas, afin d'élire les 150 représentants de la 39e législature de la Seconde Chambre des États généraux pour un mandat de quatre ans.
Initialement prévues pour 2025, les élections sont convoquées de manière anticipée à la suite de la chute de la coalition gouvernementale. Les partis qui la composent, le Parti populaire pour la liberté et la démocratie (VVD), les Démocrates 66 (D66), l'Appel chrétien-démocrate (CDA) et l'Union chrétienne (CU), s'opposent en effet sur une réforme de la politique d'asile. Cette situation conduit le Premier ministre, Mark Rutte, à présenter le 7 juillet 2023 la démission de son cabinet au roi Willem-Alexander, qui lui demande d'expédier les affaires courantes.
Ce scrutin est l'occasion d'un important renouvellement des dirigeants politiques du pays. Mark Rutte décide, à la surprise générale, de se retirer de la vie politique après près de treize ans à la tête du gouvernement. Il est imité par deux chefs de file de son ancienne majorité, Sigrid Kaag (D66) et Wopke Hoekstra (CDA). Dans l'opposition, la chef du Parti travailliste (PvdA), Attje Kuiken, ainsi que le chef de la Gauche verte (GL), Jesse Klaver, se retirent au profit de Frans Timmermans, désigné tête de liste de la nouvelle alliance Parti travailliste-Gauche verte, établie dans l'espoir de relancer la gauche. Les élections interviennent par ailleurs sur fond de montée du Mouvement agriculteur-citoyen (BBB), de droite, fondé en 2019 et dirigé par Caroline van der Plas, ainsi que de la création en août du Nouveau Contrat social (NSC) par Pieter Omtzigt.
À la surprise générale, c'est cependant le Parti pour la liberté (PVV), dirigé par Geert Wilders, qui arrive largement en tête, déjouant les pronostics de la campagne. Des négociations s'ensuivent pendant plusieurs mois. Elles aboutissent à la conclusion d'un accord entre le PVV, le VVD, le NSC et le BBB sur la formation d'un gouvernement avec Dick Schoof pour Premier ministre, les dirigeants des quatre partis s'accordant à renoncer à en prendre la tête. Le cabinet Schoof prend ses fonctions le 2 juillet 2024, 222 jours après les élections.

## Contexte

### Élections législatives de 2021

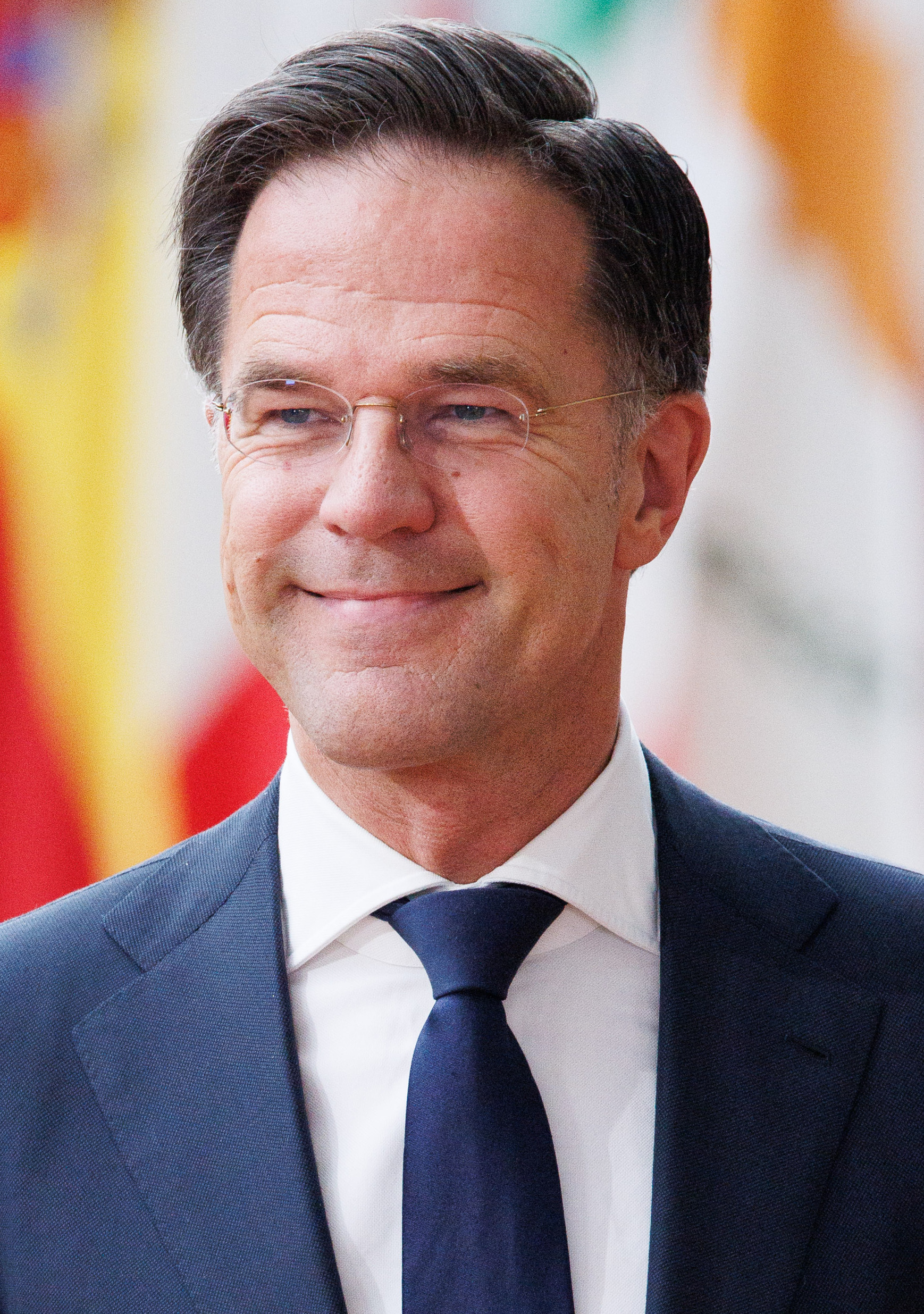
Mark Rutte.

Au pouvoir depuis 2010 sous quatre gouvernements successifs, Mark Rutte détient en 2023 le record de longévité au poste de Premier ministre des Pays-Bas, faisant de lui l'un des dirigeants les plus durables de l'Union européenne,.
Son troisième gouvernement composée d'une coalition regroupant sa formation, le Parti populaire pour la liberté et la démocratie (VVD), avec l'Appel chrétien-démocrate (CDA), les Démocrates 66 (D66) et l'Union chrétienne (CU) tombe cependant en janvier 2021 à la suite de l'éclatement d'un scandale de fausses allégations de fraudes aux allocations familiales. L'affaire révèle que plus de 11 000 familles, accusées à tort de ces fraudes, ont été contraintes à rembourser de manière rétroactive les allocations perçues sur plusieurs années de 2013 à 2019, soit des dizaines de milliers d'euros. Les révélations, portées notamment par le représentant Pieter Omtzigt, touchent directement le gouvernement en place : de hauts fonctionnaires dont certains ministres de Mark Rutte ayant eu connaissance de ces dysfonctionnements mais choisi d’étouffer l'affaire. Le scandale provoque plusieurs démissions, dont celle du ministre des Affaires économiques Eric Wiebes, qui se retire définitivement de la vie politique, tandis que le chef de file du Parti travailliste (PvdA) Lodewijk Asscher, ministre des Affaires sociales et de l'Emploi sous le précédent gouvernement, quitte la tête du parti,.
Organisées dans le contexte d'émeutes à l'encontre des restrictions imposées par le gouvernement pour faire face à la pandémie de Covid-19, les élections législatives anticipées de mars 2021 voient à nouveau arriver en tête le VVD. Le Premier ministre devient la première tête de liste à remporter quatre élections législatives consécutives aux Pays-Bas en dépit des scandales, ce qui vaut à Rutte le surnom de « Mark Téflon ». Le scrutin aboutit par ailleurs à une fragmentation record de la Seconde Chambre, un total de 17 partis se partageant ses 150 sièges, un nombre qui n'avait pas été atteint depuis 1918. C'est la première fois depuis 1998 qu'une coalition sortante conserve la majorité absolue des sièges,. Les négociations en vue de la formation d'un nouveau gouvernement s'étendent cependant sur un total de 271 jours, un nouveau record dans la vie politique néerlandaise après celui de 208 jours établi aux élections précédentes. Mark Rutte tente en effet de remplacer la CU par le parti JA21, formé par des dissidents VVD qui détiennent alors de nombreux sièges à la chambre haute, tout en se disant ouvert en dernier recours à une coalition élargie aux partis de gauches tels que le Parti socialiste (SP), le Parti travailliste (PvdA) ou la Gauche verte (GL), jusque là dans l'opposition. Après l'échec des différentes tentatives — marquées par le scandale d'une fuite de documents ayant vu Rutte pris en flagrant délit de mensonge et le vote en conséquence d'une motion de défiance — les quatre partis du cabinet Rutte III finissent par s'accorder le 13 décembre 2021 sur une reconduite de leur gouvernement de coalition sortant, permettant au cabinet Rutte IV de prendre ses fonctions le 10 janvier 2022,.

### Crise de l'azote et montée du Mouvement agriculteur-citoyen

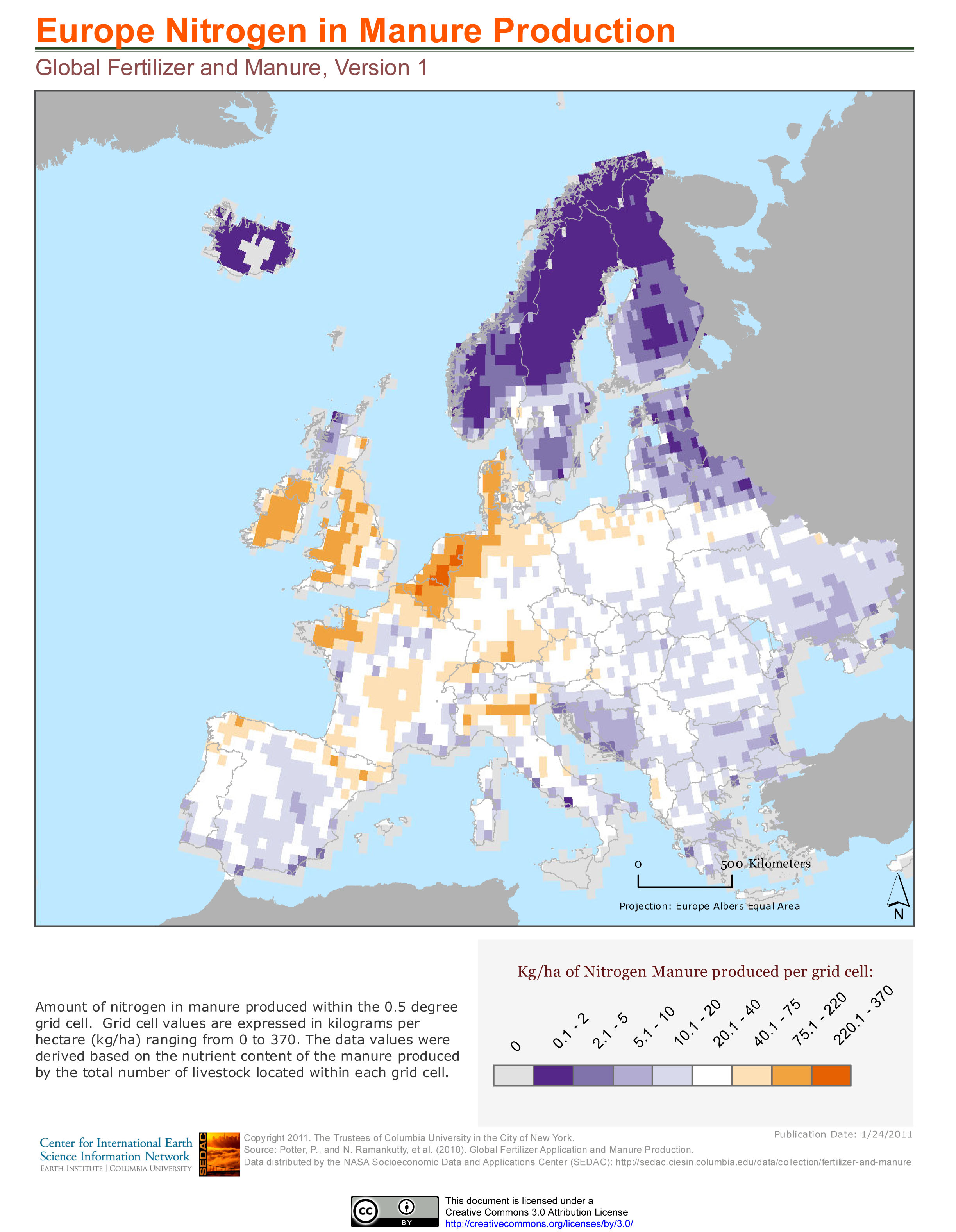
Carte de la production de lisier en Europe.

Les Pays-Bas sont confrontés en 2023 aux conséquences d'une crise écologique et juridique liée à la gestion par les gouvernements successifs de la pollution à l'azote causée par les secteurs du transport et de la construction mais également de celui agricole. L'impact de cette pollution est directement à l'origine d'une eutrophisation des milieux aquatiques qui entraîne une augmentation anormale des algues vertes au détriment du reste de la faune et de la flore. Chez l'humain même, l'ingestion de nitrates est corrélée à une augmentation du taux de certain cancer, en particulier gastriques. En 2015, 60 % des eaux douces néerlandaises étaient ainsi eutrophes, et 13 % près de l'être. 
Dans le secteur agricole en particulier, le pays est confronté aux importantes émissions d'azote des secteurs de l'élevage laitier, de l'agriculture intensive et de l'élevage porcin, tournés vers un modèle de production intensif. Bien que très polluant, celui-ci est soutenu par l’État car il permet aux Pays-Bas d'être le deuxième exportateur agricole mondial,. Si les émissions sont réduites de moitié de 1991 à 2017 grâce notamment aux efforts mis en œuvre dans le secteur agricole, ces valeurs restent bien supérieure aux niveaux critiques, le pays refusant de suivre les normes européennes créées en 1991 qui imposent un « état de conservation favorable » des sites naturels protégées du Réseau Natura 2000. 
Le 29 mai 2019, le Conseil d'État finit par juger invalide le programme d'émission d'azote du gouvernement Rutte, et lui impose de se conformer aux normes européennes. Cette décision aboutit notamment au gel d'environ 18 000 projets de construction de logement à proximité des zones Natura 2000. Le gouvernement se décide alors à réduire de moitié les émissions en réduisant d'autant le cheptel national, tout en essayant d'exempter les projets de constructions via une dérogation faite en juillet 2021, avant son annulation en novembre 2022 par une nouvelle décision du Conseil d’État,,.

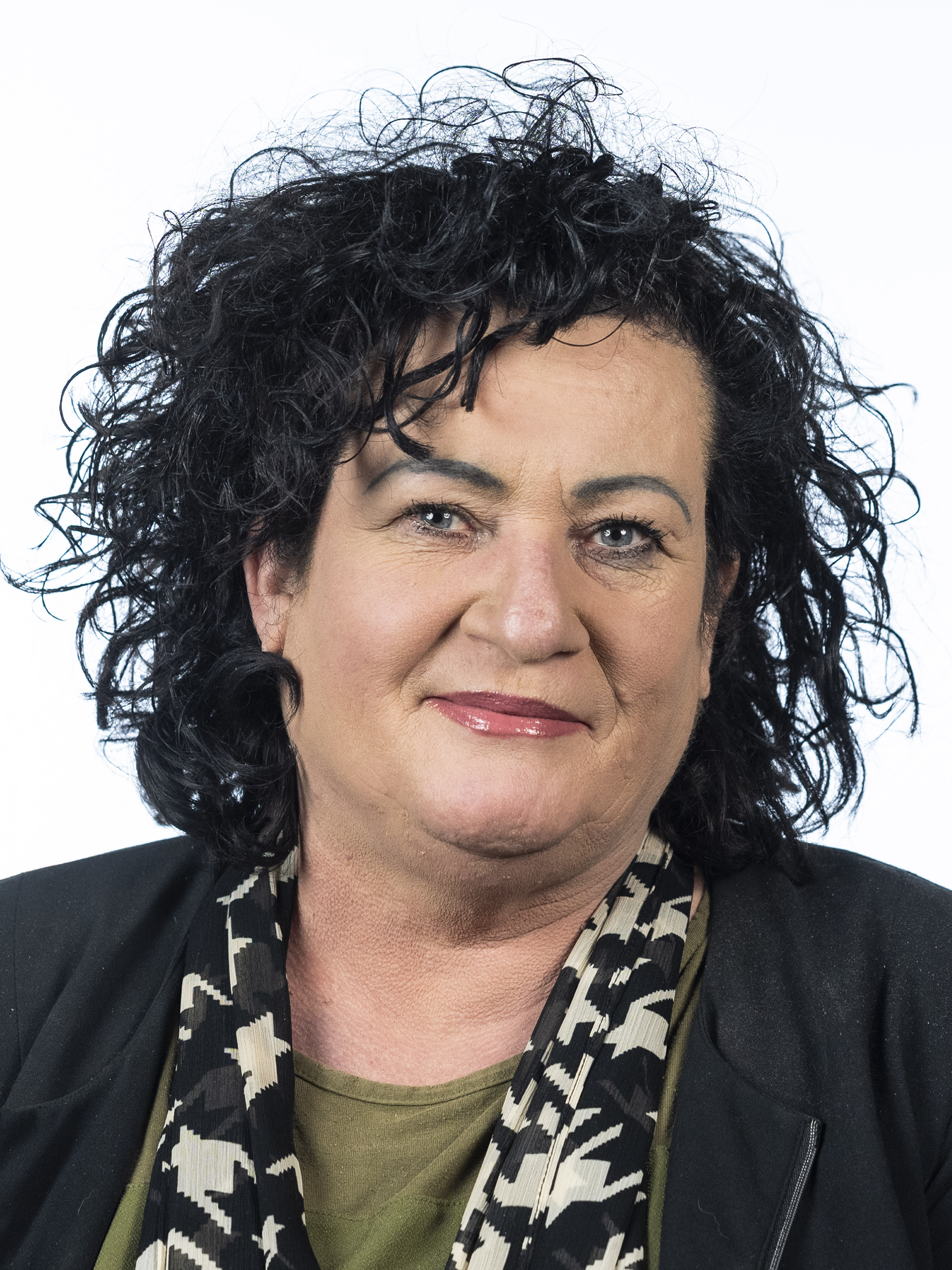
Caroline van der Plas.

La réduction du cheptel néerlandais imposée aux agriculteurs est très mal accueillie par ces derniers, qui jugent « drastique » la décision du gouvernement, qui les menace d'expropriation en cas d'exploitation trop polluante,. Cette colère du monde agricole se traduit par une forte mobilisation rurale, qui finit par se manifester dans les urnes. Fondé en novembre 2019 par Caroline van der Plas après son départ de l'Appel chrétien-démocrate, le Mouvement agriculteur-citoyen (BBB) entend ainsi répondre à ce mécontentement,.
Si Van der Plas est la seule du parti à obtenir un siège aux élections législatives de 2021, le BBB effectue une percée aux élections provinciales de mars 2023, où il arrive largement en tête dans toutes les provinces — une première dans le pays — et inflige ainsi une défaite électorale « cinglante » au Parti populaire pour la liberté et la démocratie du Premier ministre Mark Rutte,,. Le succès du BBB, qualifié de « raz de marée électoral » est alors attribué au rejet de la rigueur et de la rapidité du « Plan azote », à une perte de confiance dans la politique et à une identification par de nombreux Néerlandais en Caroline van der Plas, jugée plus proche d'eux,,. Le scrutin marque notamment une fracture entre les milieux urbains et ceux ruraux, dont la population se juge méprisés par « l'élite » de la Randstad, la conurbation qui regroupe dans l'ouest du pays plus de 40 % de la population au sein des villes d'Amsterdam, Rotterdam, La Haye et Utrecht,.
Le BBB met à profit cette victoire dans les provinces en obtenant 16 sièges sur 75 lors de sa première participation à des élections sénatoriales en mars 2023. Le cabinet Rutte IV, déjà en minorité, passe quant à lui de 32 à 24 sièges. Caroline van der Plas déclare quant à elle refuser de rejoindre une coalition qui incluerait Mark Rutte et ne pas exclure de viser le poste de Première ministre,.

### Dissensions internes et démission du gouvernement
Le cabinet Rutte IV finit par tomber à son tour en juillet 2023 en raison d'importantes divergences d'opinion de ses partis membres vis à vis de la politique migratoire du pays. Confronté à la forte augmentation du nombre de demandes d'asile qui finit par mettre en difficulté le système d'asile national, le gouvernement s'attèle en mai 2023 à un projet de réforme du droit d'asile. Déjà en hausse d'un tiers de 2021 à 2022 — année à laquelle elles atteignent 46 000 —, les demandes d'asile progressent à nouveau en 2023 avec un total estimé à 70 000 d'ici la fin de l'année, ce qui établirait un nouveau record surpassant celui de 2015.
Le VVD souhaite par conséquent limiter le recours au regroupement familial par les demandeurs d'asile en les conditionnant à des « ressources financières suffisantes » de leur part. Des exceptions seraient possibles, mais soumises à un quota de 200 accueils via regroupement par an. S'il est soutenu par le CDA, Mark Rutte se heurte en revanche à l'opposition des D66, qui jugent la proposition « inacceptable », accompagnés de la CU, pour qui « la famille est une valeur fondamentale ». Ce blocage va jusqu'à mener à la dislocation de la coalition le 7 juillet lorsque, faute d'accord sur la question, Mark Rutte annonce ce jour-là sa démission en citant des divergences « insurmontables ». Le gouvernement Rutte remet en conséquence sa démission collective au roi Willem-Alexander, déclenchant des élections législatives anticipées,.
Mark Rutte se voit à nouveau chargé des affaires courantes en attendant l'issue du scrutin. Le Premier ministre est alors soupçonné de s'être servi de la question du droit d'asile comme un prétexte pour forcer un retour aux urnes et se défaire d'une coalition qui n'était pas celle qu'il souhaitait en 2021,. La réaction de la CU, dont la base électorale provient de la « ceinture de la Bible » et qui est connue pour être traditionnellement opposée aux restrictions du droit d'asile, aurait ainsi été largement prévisible. S'il déclare initialement avoir « encore l'énergie » de se présenter comme tête de liste du VVD aux élections — tout en précisant devoir d'abord y réflechir —,, Rutte annonce finalement le 10 juillet sa décision de se retirer de la vie politique, à la surprise générale des représentants à la Seconde Chambre devant lesquels il déclare « ne plus être apte » en raison de sa situation politique à être de nouveau tête de liste du VVD. Le Premier ministre assure cependant toujours les affaires courantes, son retrait devant être effectif après la désignation d'un nouveau Premier ministre,. Il est par la suite pressenti pour prendre la succession de Jens Stoltenberg au poste de Secrétaire général de l'OTAN en 2024.

## Système électoral

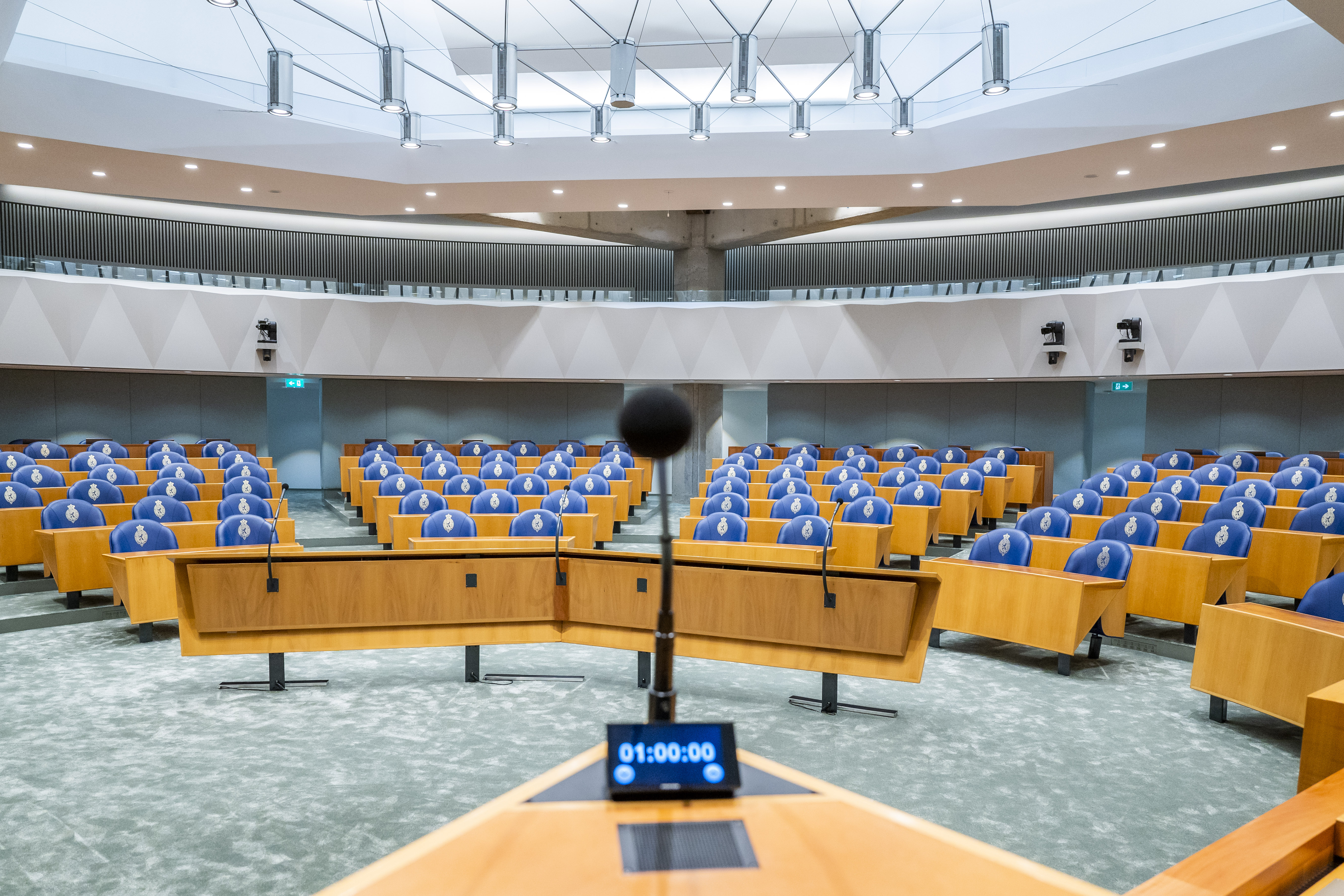
Intérieur temporaire de la Seconde Chambre à La Haye. Le complexe de la Binnenhof, où le parlement se réunit habituellement, est en rénovation.

La Seconde Chambre (en néerlandais : Tweede Kamer), ou Chambre des représentants, est la chambre basse des États généraux, le parlement bicaméral néerlandais. Elle est composée de 150 sièges pourvus pour quatre ans au scrutin proportionnel plurinominal avec listes ouvertes dans une unique circonscription nationale. Vingt circonscriptions régionales sont utilisées pour correspondre aux listes électorales dressées au niveau régional à des fins statistiques, mais n'entrent pas en compte dans le système électoral. Les listes étant ouvertes, les électeurs ont la possibilité d'exprimer un vote préférentiel pour un candidat sur la liste pour laquelle ils votent. Les sièges obtenus par chaque liste sont par la suite attribués en priorité à ces candidats.
Après décompte des voix, la répartition des sièges se fait à la proportionnelle selon la méthode D'Hondt parmi les partis ayant dépassé le quotient de Hare.
S'il n'y a pas de seuil électoral sous la forme d'un pourcentage du total des voix valides à atteindre, la méthode utilisée ainsi que le nombre total de sièges conduisent néanmoins de facto à un seuil de 0,67 % des suffrages exprimés à l'échelon national. Le quotient de Hare est en effet établi en divisant le total des pourcentages de part des voix par le total des sièges, soit 100 divisé par 150, qui donne 0,67 %. Les partis en lice reçoivent autant de sièges qu'ils ont obtenus de fois le quotient, la méthode D'Hondt étant ensuite utilisée pour les sièges restants à partir des voix qui restent sans toutefois atteindre le quotient. Cette méthode se fait à l'exclusion des listes n'ayant pas déjà obtenu de sièges. Le quotient est ensuite à nouveau utilisé pour la prise en compte des votes préférentiels. Les candidats ayant recueilli sur leur nom au moins 25 % du quotient, soit environ 0,17 %, reçoivent en priorité les sièges obtenus par leur liste. Les sièges obtenus par une liste sont ainsi répartis à ses candidats ayant franchi 25 % du quotient, dans l'ordre décroissant de leur total de votes préférentiels, puis — s'il reste des sièges — à ses candidats ne l'ayant pas franchi, dans l'ordre de leurs noms figurant sur la liste,.

## Forces en présence
| Parti | Parti                                                                                    | Parti   | Idéologie                                                       | Chef de file            | Résultats en 2021          |
| ----- | ---------------------------------------------------------------------------------------- | ------- | --------------------------------------------------------------- | ----------------------- | -------------------------- |
|       | Parti populaire pour la liberté et la démocratie Volkspartij voor Vrijheid en Democratie | VVD     | Centre droit Libéral-conservatisme                              | Dilan Yeşilgöz-Zegerius | 21,87 % des voix 34 sièges |
|       | Démocrates 66 Democraten 66                                                              | D66     | Centre gauche à centre Social-libéralisme                       | Rob Jetten              | 15,02 % des voix 24 sièges |
|       | Parti travailliste-Gauche verte GroenLinks-PvdA                                          | PvdA-GL | Centre gauche Social-démocratie, écologisme                     | Frans Timmermans        | 10,89 % des voix 17 sièges |
|       | Parti pour la liberté Partij voor de Vrijheid                                            | PVV     | extrême droite Nationalisme, euroscepticisme                    | Geert Wilders           | 10,79 % des voix 17 sièges |
|       | Appel chrétien-démocrate Christen-Democratisch Appèl                                     | CDA     | Centre droit Démocratie chrétienne                              | Henri Bontenbal         | 9,50 % des voix 15 sièges  |
|       | Parti socialiste Socialistische Partij                                                   | SP      | Gauche radicale à gauche Socialisme démocratique                | Lilian Marijnissen      | 5,98 % des voix 9 sièges   |
|       | Forum pour la démocratie Forum voor Democratie                                           | FVD     | Droite à extrême droite National-conservatisme, euroscepticisme | Thierry Baudet          | 5,02 % des voix 8 sièges   |
|       | Parti pour les animaux Partij voor de Dieren                                             | PvdD    | Gauche Animalisme, écologisme                                   | Esther Ouwehand         | 3,84 % des voix 6 sièges   |
|       | Union chrétienne ChristenUnie                                                            | CU      | Centre gauche à centre droit Christianisme social               | Mirjam Bikker           | 3,37 % des voix 5 sièges   |
|       | Volt Pays-Bas Volt Nederland                                                             | Volt    | Centre gauche à centre Fédéralisme européen                     | Laurens Dassen          | 2,42 % des voix 3 sièges   |
|       | JA21                                                                                     | JA21    | Droite à droite radicale Libéral-conservatisme, populisme       | Joost Eerdmans          | 2,37 % des voix 3 sièges   |
|       | Parti politique réformé Staatkundig Gereformeerde Partij                                 | SGP     | Droite Droite chrétienne, calvinisme                            | Chris Stoffer           | 2,07 % des voix 3 sièges   |
|       | Denk                                                                                     | DENK    | Gauche Défense des minorités, multiculturalisme                 | Stephan van Baarle      | 2,03 % des voix 3 sièges   |
|       | 50 Plus                                                                                  | 50+     | Centre Défense des seniors                                      | Gerard van Hooft        | 1,02 % des voix 1 siège    |
|       | Mouvement agriculteur-citoyen BoerBurgerBeweging                                         | BBB     | Centre droit à droite Agrarisme, défense des agriculteurs       | Caroline van der Plas   | 1,00 % des voix 1 siège    |
|       | BIJ1                                                                                     | BIJ1    | Extrême gauche Antiracisme, anticapitalisme                     | Edson Olf               | 0,84 % des voix 1 siège    |
|       | Nouveau Contrat social Nieuw Sociaal Contract                                            | NSC     | Centre droit Démocratie chrétienne                              | Pieter Omtzigt          | Nouveau                    |

## Sondages d'opinion
Le graphique ci dessous présentent les résultats des sondages néerlandais, qui sont traditionnellement donnés en estimations de sièges par partis, et non de pourcentages. 

## Campagne

### Renouvellement politique

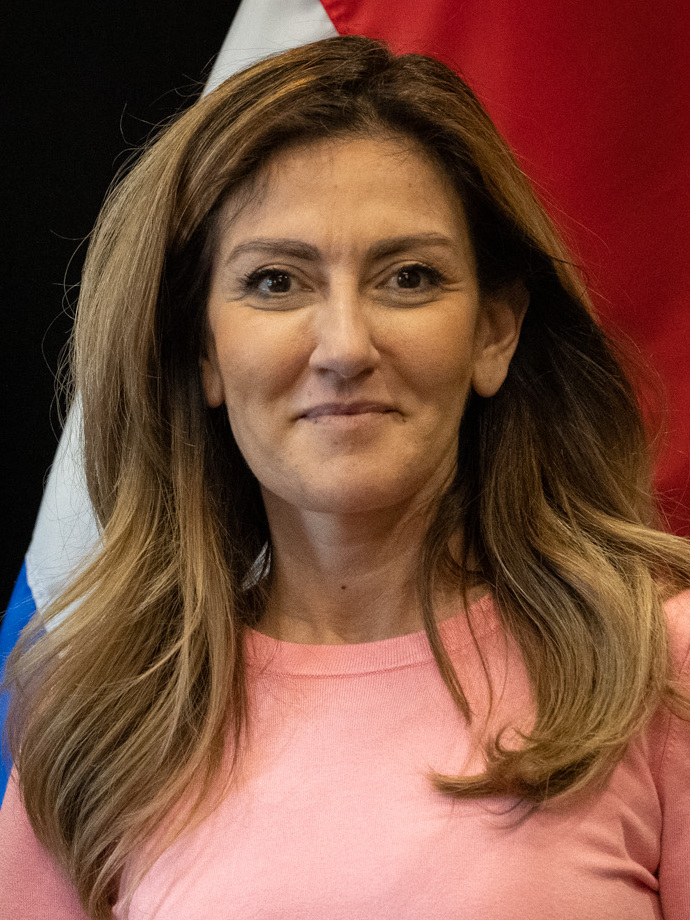
Dilan Yeşilgöz-Zegerius

Le scrutin anticipé est l'occasion d'un important renouvellement des dirigeants politiques, ainsi que de l'entrée en lice de plusieurs partis récemment créés. S'il continue de gérer les affaires courantes, le retrait annoncé de Mark Rutte entraine son remplacement à la tête du Parti populaire pour la liberté et la démocratie (VVD) par Dilan Yeşilgöz-Zegerius le 14 août 2023. Ministre de la Justice dans le gouvernement sortant, cette figure de l’aile droite du parti fait campagne sur un durcissement de la politique migratoire, au point d'annoncer ne « pas automatiquement rejeter » une alliance avec le Parti pour la liberté (PVV), la formation d'extrême droite de Geert Wilders. Réfugiée d'origine kurde ambitionnant de devenir la première femme Première ministre du pays, elle s'est notamment faite connaître en étant à l'origine d'une loi faisant du harcèlement de rue une infraction pénale, et interdisant le port de tout symbole religieux par les membres de la police. Favorable à la poursuite de la mise en œuvre du Plan azote, elle se déclaré opposée à une augmentation des dépenses publiques via une montée des impôts,,.
L'annonce du retrait de la vie politique de Mark Rutte est suivie par celle du dirigeant du CDA, Wopke Hoekstra, puis par celle des D66, Sigrid Kaag,. Ils sont respectivement remplacés par Henri Bontenbal et Rob Jetten. Le CDA ressort comme le parti le plus en difficulté lors de la campagne, fragilisé par des conflits internes ayant éclatés au grand jour, dont celui ayant abouti à la défection de Pieter Omtzigt. Concurrencé par le nouveau parti de ce dernier ainsi que par Volt Pays-Bas, D66 souffre quant à lui de la perte du monopole de son rôle de « parti charnière », qui permettait à la formation de centre gauche de s'associer alternativement avec la gauche et la droite et de jouer une rôle de modérateur au sein des gouvernements.

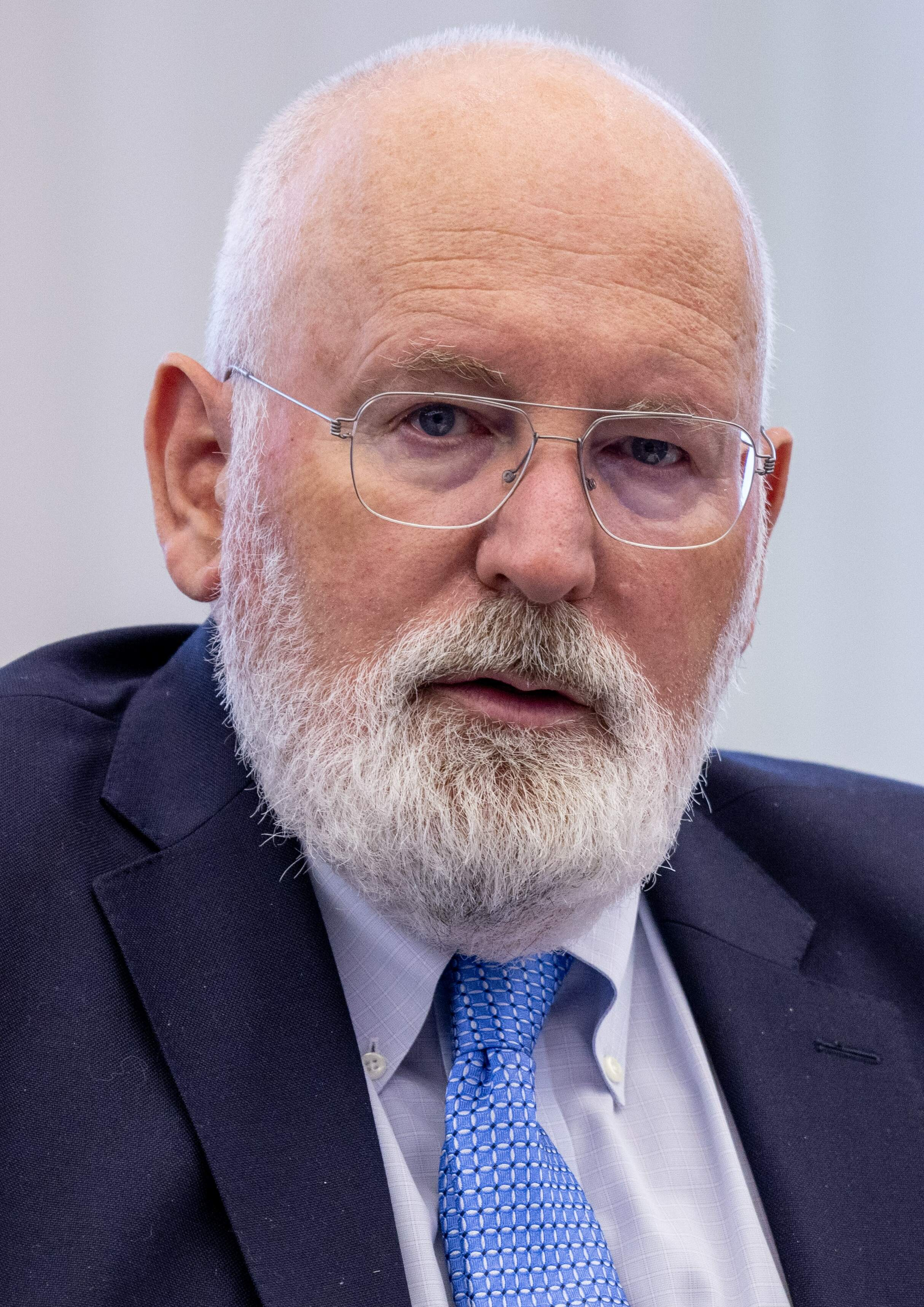
Frans Timmermans

S'il se représente pour être représentant, Jesse Klaver se retire quant à lui de la direction de la Gauche verte (GL), tandis que la chef du Parti travailliste (PvdA), Attje Kuikense, se retire. Ces retraits s'effectuent à la faveur de Frans Timmermans, qui devient l'unique tête de liste de l'alliance Parti travailliste-Gauche verte. Le vice-président de la Commission européenne se place ainsi en principal dirigeant de la gauche au sein d'une paysage politique particulièrement fragmenté,. Il fait campagne sur une politique climatique forte en défendant l'idée que cette dernière est compatible avec le maintien d'un niveau de vie élevé, proposant notamment une augmentation du salaire minimum à 16 € de l'heure. L'alliance connaît cependant d'importantes dissensions internes à l'occasion de la guerre entre Israël et le Hamas qui éclate début octobre, des responsables de la Gauche verte reprochant à Timmermans sa position pro-israélienne.
Initialement portée par la dynamique de ses bons résultats aux élections provinciales et sénatoriales, le Mouvement agriculteur-citoyen (BBB) de Caroline van der Plas s’essouffle cependant rapidemment dans les sondages, la campagne s'éloignant des questions mises en avant par le parti : la représentation du monde agraire et rural ainsi que la réduction des pouvoirs de l'Union européenne. Focalisé sur les thématiques régionales, le parti ne parvient pas à faire ressortir un programme national,.

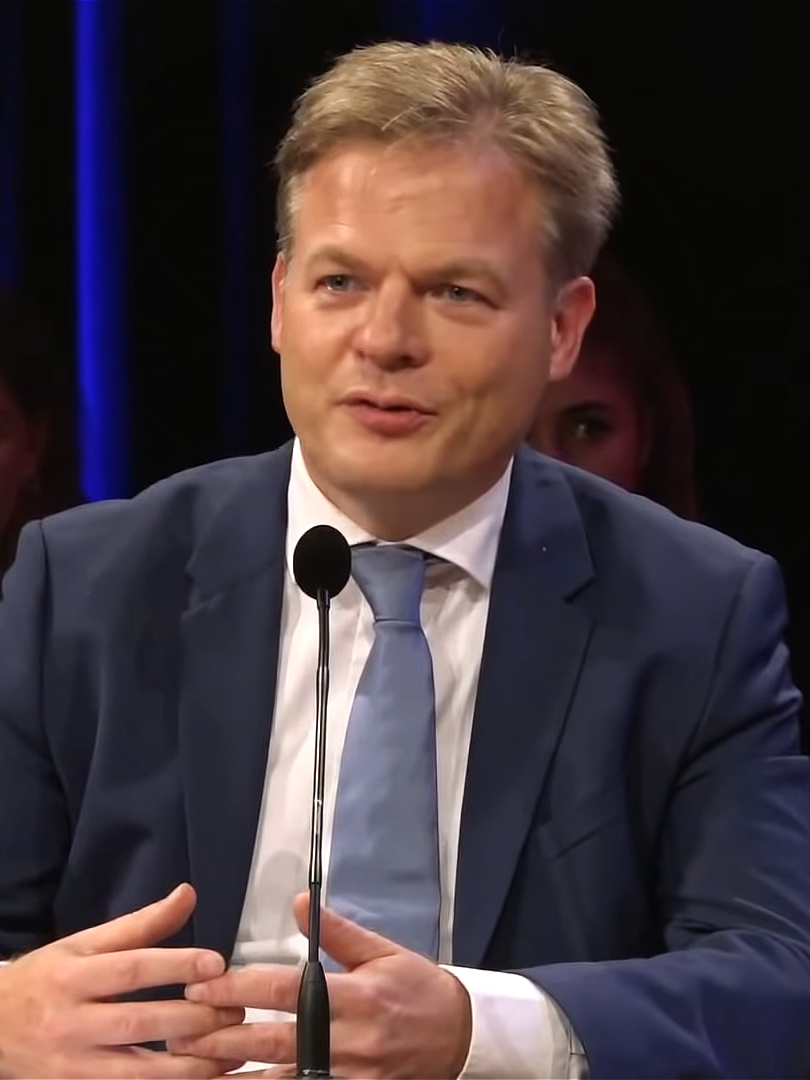
Pieter Omtzigt

Porté par son image d'« homme intègre » en tant que lanceur d'alerte du scandale de 2021 sur les fausses allégations de fraudes aux allocations familiales, Pieter Omtzigt fonde le 19 août 2023 le Nouveau Contrat social (NSC), deux ans après son départ du CDA. En se positionnant au centre droit sur un programme démocrate chrétien mettant en avant la bonne gouvernance et la gestion de la sécurité sociale tout en s'appuyant sur son image de candidat antisystème, Omtzigt parvient à hisser le NSC en tête des sondages au détriment des autres formations de droite, dont principalement le VVD, le CDA, le D66 et le BBB. Il bénéficie de son image de « contrôleur rigoureux du pouvoir, quelqu'un qui défend les citoyens », désormais intouchable par sa popularité dans l'opinion publique. Il reste cependant vague pendant la campagne sur de nombreux sujets, dont les questions socio-économiques, le climat et l’Europe. Il n'exprime pas non plus sa position sur l'avortement ou l’abolition de la monarchie. Sur l'immigration, il estime que le respect des droits des migrants ne doit pas entraîner de difficultés pour les familles néerlandaises en quête d’un logement. Son succès traduirait l’insatisfaction d'une partie de la population envers les partis politiques traditionnels, auprès de laquelle ses prises de positions antisystème ainsi que sur la réduction du pouvoir des « élites » rencontrent un écho. Ses déclarations selon lesquelles il ne convoiterait pas le poste de Premier ministre font de lui un partenaire probable du prochain gouvernement,.
Occupant une large place sur l'échiquier politique néerlandais depuis son essor en 2005 sur des positions nationalistes, eurosceptiques et anti-islam, le Parti pour la liberté (PVV) ne bénéficie initialement que d'une dynamique limitée lors de la campagne. S'il profite de l'effondrement du Forum pour la démocratie (FvD) de Thierry Baudet, miné par les dissensions et les dérives complotistes, le PVV fait néanmoins face à l’essor d'autres formations conservatrices telles que JA21 et Intérêt des Pays-Bas (BVNL), alors même qu'il édulcore son discours anti-islam. De manière inattendue, le PVV se hisse à la deuxième place dans un sondage d'opinion publié la veille même du scrutin.

### Thèmes
La campagne est marquée par les thèmes du relèvement du pouvoir d'achat, de la maitrise de l'immigration et du maintien du système de santé. L'économie néerlandaise est affectée par le taux élevé d'inflation au niveau mondial provoqué par la crise économique liée à la pandémie de Covid-19 dans le contexte d'une crise énergétique provoquée par cette dernière puis par le déclenchement en février 2022 de l'invasion de l'Ukraine par la Russie. Selon l'institut des statistiques néerlandais, l'inflation approche ainsi les 20 % au début de l'année 2023, avant de passer à 10 % à l'approche des élections,.
La hausse du coût de la vie s'accompagne de crainte pour le financement du système de santé dans le contexte d'un État-providence faisant face à une montée des dépenses publiques. La réduction des coûts de l'immigration et plus particulièrement de ceux du système de réinstallation des demandeurs d'asile est alors perçue comme un moyen de libérer des fonds publics, plus de 40 % des électeurs estimant trop élevées les dépenses liées au droit d'asile, en particuliers chez les électeurs conservateurs et les moins riches,. 
A gauche, les craintes des électeurs se portent — après celles concernant l'économie — sur les changements liés au réchauffement climatique, la majorité de la population néerlandaise vivant sous le niveau de la mer.

## Résultats

### Nationaux
|                        |                                                        |            |       |       |        |               |  |  |  |
| Parti                  | Parti                                                  | Voix       | %     | +/-   | Sièges | +/-           |  |  |  |
|                        | Parti pour la liberté (PVV)                            | 2 450 855  | 23,49 | 12,70 | 37     | 20            |  |  |  |
|                        | Parti travailliste-Gauche verte (PvdA/GL)              | 1 643 032  | 15,75 | 4,86  | 25     | 8             |  |  |  |
|                        | Parti populaire pour la liberté et la démocratie (VVD) | 1 589 518  | 15,24 | 6,63  | 24     | 10            |  |  |  |
|                        | Nouveau Contrat social (NSC)                           | 1 343 292  | 12,88 | Nv.   | 20     | 20            |  |  |  |
|                        | Démocrates 66 (D66)                                    | 656 290    | 6,29  | 8,73  | 9      | 15            |  |  |  |
|                        | Mouvement agriculteur-citoyen (BBB)                    | 485 551    | 4,65  | 3,65  | 7      | 6             |  |  |  |
|                        | Appel chrétien-démocrate (CDA)                         | 345 821    | 3,31  | 6,19  | 5      | 10            |  |  |  |
|                        | Parti socialiste (SP)                                  | 328 225    | 3,15  | 2,83  | 5      | 4             |  |  |  |
|                        | Denk (DENK)                                            | 246 764    | 2,37  | 0,34  | 3      | en stagnation |  |  |  |
|                        | Parti pour les animaux (PvdD)                          | 235 148    | 2,25  | 1,59  | 3      | 3             |  |  |  |
|                        | Forum pour la démocratie (FvD)                         | 232 963    | 2,23  | 2,79  | 3      | 5             |  |  |  |
|                        | Parti politique réformé (SGP)                          | 217 270    | 2,08  | 0,01  | 3      | en stagnation |  |  |  |
|                        | Union chrétienne (CU)                                  | 212 532    | 2,04  | 1,33  | 3      | 2             |  |  |  |
|                        | Volt (VOLT)                                            | 178 802    | 1,71  | 0,71  | 2      | 1             |  |  |  |
|                        | JA21                                                   | 71 345     | 0,68  | 1,69  | 1      | 2             |  |  |  |
|                        | Intérêt des Pays-Bas (BVNL)                            | 52 913     | 0,51  | Nv.   | 0      | en stagnation |  |  |  |
|                        | 50 Plus (50+)                                          | 51 043     | 0,49  | 0,53  | 0      | 1             |  |  |  |
|                        | BIJ1                                                   | 44 253     | 0,42  | 0,42  | 0      | 1             |  |  |  |
|                        | Splinter (S)                                           | 12 838     | 0,12  | 0,17  | 0      | en stagnation |  |  |  |
|                        | Parti pirate-Les Verts (Piraten-De Groenen)            | 9 117      | 0,09  | 0,13  | 0      | en stagnation |  |  |  |
|                        | Autres partis                                          | 25 090     | 0,24  | –     | 0      | en stagnation |  |  |  |
|                        |                                                        |            |       |       |        |               |  |  |  |
| Suffrages exprimés     | Suffrages exprimés                                     | 10 432 662 | 99,59 |       |        |               |  |  |  |
| Votes nuls             | Votes nuls                                             | 19 656     | 0,19  |       |        |               |  |  |  |
| Votes blancs           | Votes blancs                                           | 22 821     | 0,22  |       |        |               |  |  |  |
| Total                  | Total                                                  | 10 475 139 | 100   | –     | 150    | en stagnation |  |  |  |
| Abstentions            | Abstentions                                            | 2 998 611  | 22,26 |       |        |               |  |  |  |
| Inscrits/Participation | Inscrits/Participation                                 | 13 473 750 | 77,74 |       |        |               |  |  |  |

## Analyse

Parti arrivé en tête par communes

Le Parti pour la liberté (PVV) de Geert Wilders crée la surprise en arrivant largement en tête, devant l'alliance Parti travailliste-Gauche verte (PvdA-GL), le Parti populaire pour la liberté et la démocratie (VVD) et le Nouveau Contrat social (NSC). Geert Wilders devrait ainsi se voir confier en premier la tâche de former un gouvernement par le roi Willem-Alexander,.
La liste PvdA/GL observe une importante progression par rapport aux résultats de ses deux composantes au précédent scrutin, tandis que le NSC confirme dans les urnes l’essoufflement de sa dynamique observée dans la dernière semaine précédant le vote, tout en atteignant malgré tout la quatrième place pour sa première participation à des élections. Avec seulement sept sièges, le BBB est loin de rééditer son succès obtenu lors des élections sénatoriales quelques mois plus tôt. L'amélioration des résultats de la liste des sociaux-démocrates et écologistes est la résultante d'un vote utile de dernière minute d'électeurs du Parti socialiste ou du Parti pour les animaux face à l'avancée du PVV dans les sondages, d'après Menno Hurenkamp, politologue à l'université d'Utrecht.
Le gouvernement sortant subit un large vote sanction : le VVD chute de trente-quatre à vingt-quatre sièges, D66 ne conserve que neuf de ses vingt-quatre sièges, et le CDA abandonne deux tiers des siens (cinq au lieu de quinze à la dernière élection).
La très nette progression du parti de Geert Wilders s’explique notamment par la focalisation des médias et de certains partis sur le thème de l’immigration. Pour Les Échos, l'immigration record et la pression des nouveaux arrivants sur un marché immobilier ont porté la victoire du parti de Geert Wilders . Pour le journal Le Monde, les débats ont « fréquemment mélangé les questions des réfugiés, de l’intégration et de l’immigration de travail, voire de la délinquance ». Le VVD a fait campagne sur ce sujet mais les électeurs auraient « préféré l'original à la copie » selon Sarah de Lange, professeure de pluralisme politique à l'université d'Amsterdam, qui pointe aussi le revirement de sa tête de liste quand elle s'était dit prête à gouverner avec le PVV si elle devenait Première ministre, envoyant le message qu'un vote pour Geert Wilders n'était plus inutile. De son côté, le PVV a laissé de côté sa rhétorique classique pour se concentrer sur la thématique du pouvoir d'achat, cette stratégie de radoucissement ayant valu au chef du parti le surnom de « Geert Milders » (en français : « Gert le Doux »). Selon Niek Pas, maître de conférence à l'université d'Amsterdam, Wilders, qu'il décrit comme « un homme malin, rusé, très expérimenté » « avec beaucoup de sens politique », a aussi profité de la levée du cordon sanitaire à son encontre par le VVD. Il remarque que Frans Timmermans a fait une « très mauvaise campagne », comme lorsqu'il s'est dit favorable à ce que les policières puissent porter le voile, perdant ainsi le soutien des universalistes et des laïques.

## Formation du gouvernement

### Première phase des négociations

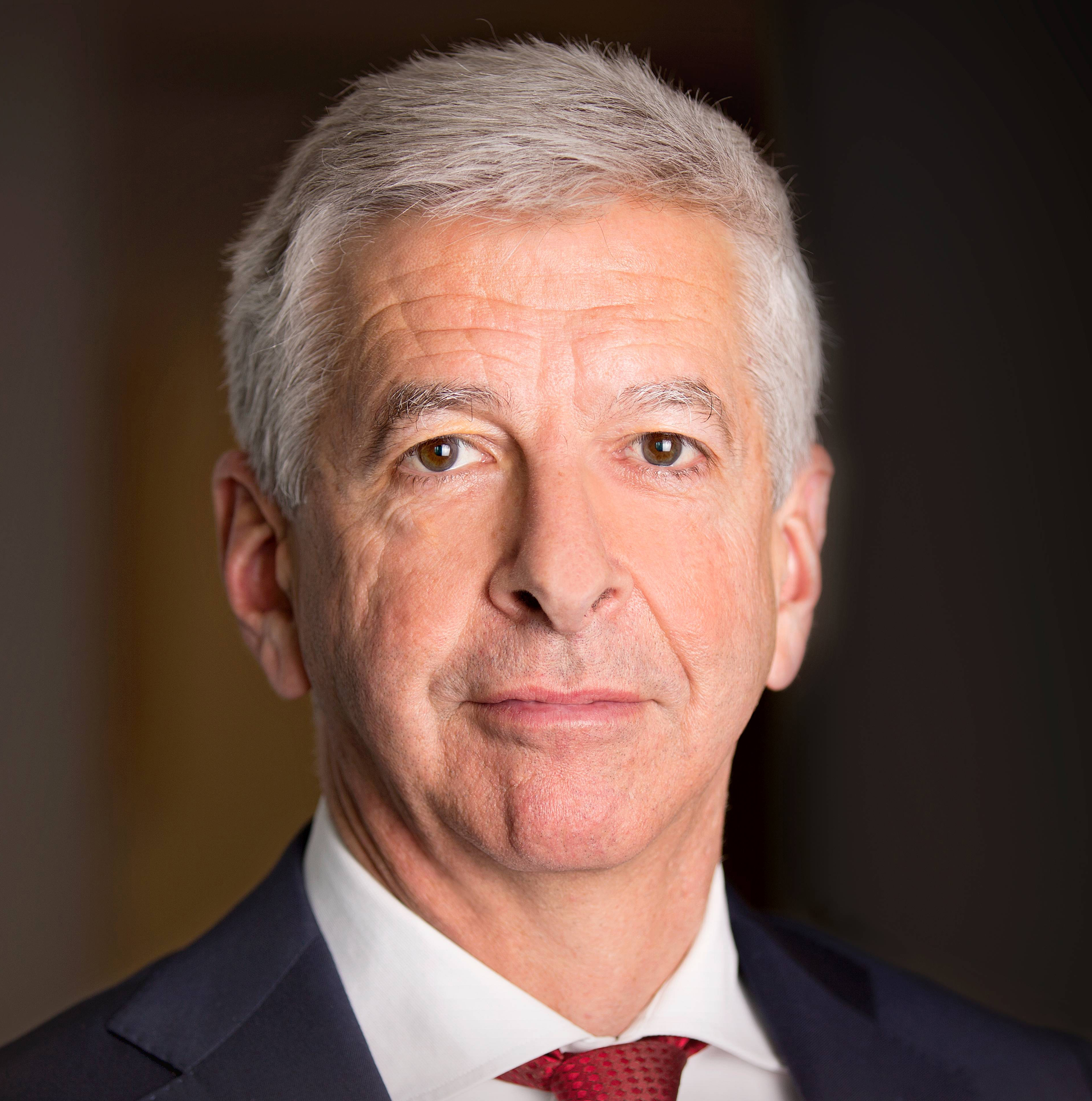
Ronald Plasterk.

Sur proposition du PVV approuvée par l'ensemble des dirigeants de parti représentés à la nouvelle chambre à l'exception de celui de Denk, le sénateur Gom van Strien (PVV) est nommé éclaireur le 24 novembre. Deux jours à peine après sa nomination, Gom van Strien est contraint de démissionner en raison d'une plainte pour fraude déposée à son encontre par son ancien employeur, Utrecht Holdings, révélée dans la presse néerlandais à partir du 26 novembre,. Sur proposition de Wilders, l'ancien ministre travailliste de l'Éducation Ronald Plasterk le remplace le 28 novembre,.
La dirigeante du Mouvement agriculteur-citoyen (BBB), Caroline van der Plas, se déclare ouverte à une coalition avec le PVV à la condition que Geert Wilders accepte de tenir une politique plus modérée. Le matin même de la nomination de Van Strien, la dirigeante du VVD, Dilan Yeşilgöz-Zegerius, annonce cependant qu'au vu des résultats de son parti celui-ci ne participera pas au prochain gouvernement, tout en n'excluant pas de fournir un soutien sans participation à un gouvernement de centre droit. Cette décision rend de fait impossible la formation d'un gouvernement majoritaire à droite. Du côté du Nouveau Contrat social (NSC), Pieter Omtzigt se déclare encore réticent à former une coalition avec le PVV en raison d'obstacles « en matière d’État de droit », exigeant de Wilders qu'il clarifie au préalable ses déclarations selon lesquelles il projeterait de « suspendre » l'islam, ainsi que sa position vis-à-vis de la guerre russo-ukrainienne et du maintien des Pays-Bas dans l'Union européenne. Comme Yeşilgöz-Zegerius, Omtzigt ne rejette cependant pas le soutien de son parti à un gouvernement minoritaire mené par le PVV, voire un « gouvernement d'experts » composés de technocrates. À gauche, Frans Timmermans rejette immédiatement toute coalition avec le PVV, ambitionnant de devenir le principal parti d'opposition de la future législature.
S'il se déclare prêt à prendre la tête d'un gouvernement minoritaire s'il n'obtient pas d'accord de coalition avec le reste de la droite, Geert Wilders annonce être disposé à « geler » les propositions les plus controversée de son programme, telles que l'interdiction du Coran, des mosquées et des écoles coraniques, l'organisation d'un référendum sur la sortie de l'Union européenne, la fin du soutien à l'Ukraine et la sortie des accords de l'ONU sur le climat. Le dirigeant du PVV est encouragé dans cette direction par les sondages d'opinions mené auprès de sa base électorale, une large majorité de ses électeurs étant prêt à renoncer à ces demandes si cela permet de conclure un accord. En revanche, la quasi totalité des électeurs du PVV jugent inacceptable une renoncement au renvoi des immigrés clandestins, y compris les demandeurs d'asile. Du côté de ses partenaires potentiels, une vaste étude menée sur un panel de 17 000 personnes révèle que 84 % des électeurs du VVD et 87 % de ceux du NSC seraient prêts à accepter une alliance de leur parti avec le PVV.
Après avoir obtenu un prolongement d'une semaine de sa mission d'éclaireur, Ronald Plasterk organise plusieurs rencontre avec les dirigeants du PVV, du VVD, du NSC et du BBB du 4 au 7 décembre. Ces dernières permettent une détente des relations entre Geert Wilders et Pieter Omtzigt, qui déclarent avoir éclairci une partie de leur différends. Lors de la remise de son rapport à la Chambre le 11 décembre, Plasterk recommande par conséquent la nomination d'un informateur chargé d'explorer la possibilité d'un accord entre ces quatre partis, qui établirait une position commune au sujet de l'immigration, la bonne gouvernance, le climat, la crise de l'azote et la sécurité sociale. À l'issue des débats organisés deux jours plus tard, la Chambre vote une motion chargeant Plasterk de cette mission d'informateur, l'éclaireur étant traditionnellement reconduit dans cette mission. Les négociations qui s'ensuivent ont lieu comme à leur habitude dans un « silence » d'informations vis-à-vis des médias.
Après plusieurs mois marqués par de fortes dissensions au sujet de la répartition du budget de l'État, le PVV s'opposant à une réduction des dépenses publiques, le NSC quitte la table des négociations le 6 février, évoquant des divergences d'opinion sur cette question,.

### Deuxième phase des négociations

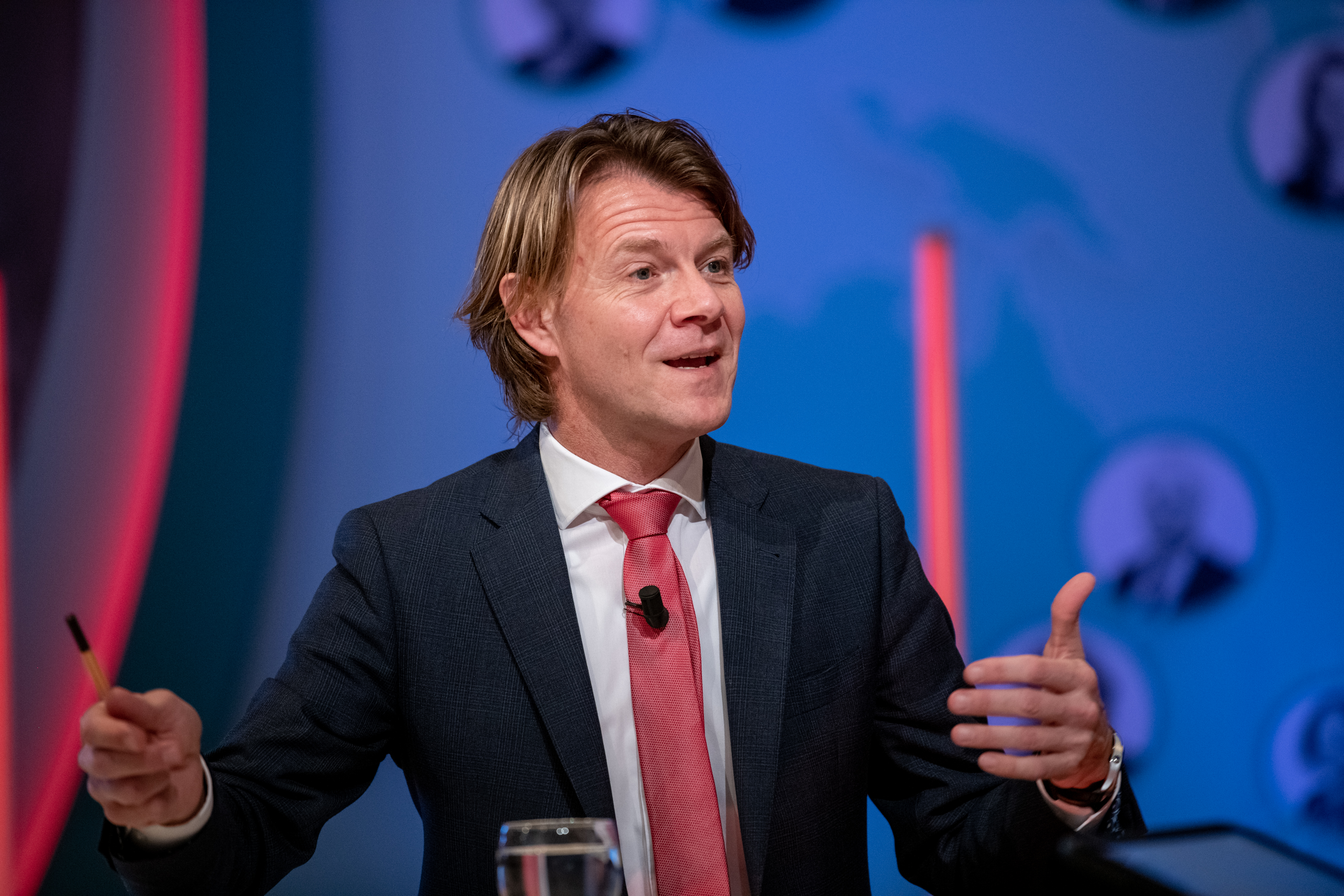
Kim Putters.

À l'issue d'un débat parlementaire, la Seconde Chambre désigne le 14 février un nouvel informateur sur proposition de Wilders, l'ancien élu travailliste et directeur du Conseil économique et social, Kim Putters. Ce dernier est chargé d'explorer sous quatre semaines les possibilités de formation d'un gouvernement minoritaire ou apolitique. En parallèle, Wilders fait évoluer sa position vis-à-vis de la Russie de Vladimir Poutine, à l'encontre duquel il se montre de plus en plus sévère, puis affirme vouloir « discuter de la possibilité d’une aide à l’Ukraine ». Ces déclarations sont ouvertement présentées comme destinées à faciliter la formation d'un gouvernement, le dirigeant du PVV désirant « montrer ainsi que nous souhaitons accéder aux responsabilités ».
Les négociations menées par Putters aboutissent début mars à un accord entre les dirigeants des quatre partis, ceux-ci s'accordant sur la formation d'un gouvernement à la condition qu'aucun d'entre eux ne le dirige ni n'en fasse partie. Le 13 mars, Wilders annonce par conséquent renoncer à devenir Premier ministre. La décision des partis de droite de conclure un accord avec le PVV intervient dans le contexte d'une progression soutenue de ce dernier dans les sondages d'opinion, laissant redouter à ses partenaires potentiels qu'un retour aux urnes ne fasse que renforcer sa position. Un sondage mené le 8 mars donne ainsi le PVV à 49 sièges, soit 12 de plus qu'aux précédentes élections, au détriment du VVD et du NSC,. Le lendemain de la déclaration de Geert Wilders, Kim Putters propose que l'ensemble des membres du gouvernement soient des indépendants apolitiques formant un « gouvernement de programme » (Programcabinet), de manière à réunir le soutien d'une majorité « la plus large possible » à la Chambre.

### Troisième phase des négociations

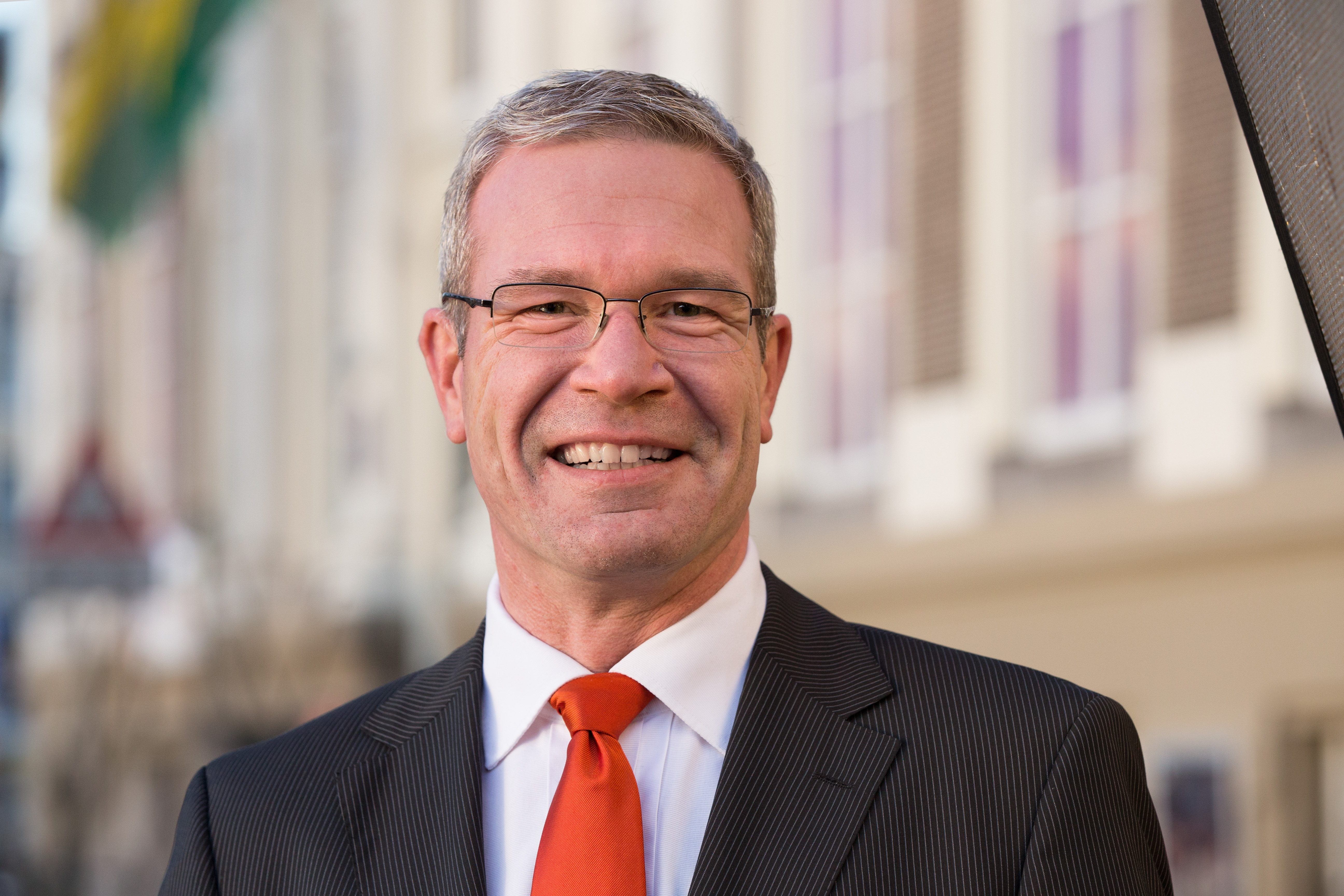
Elbert Dijkgraaf.

Lors des débats parlementaires du 20 mars, la Seconde Chambre approuve la proposition de Wilders de nommer un duo de nouveaux informateurs : l'ancien représentant du Parti politique réformé (SGP) Elbert Dijkgraaf et le haut fonctionnaire de l'Appel chrétien-démocrate (CDA) et membre du Conseil d'État Richard van Zwol. Les deux hommes se voient confier la tâche d'amener le PVV, le VVD, le NSC et le BBB à un accord, en partant des sujets faisant consensus au sein des quatre partis, tels que le climat et l'éducation. Perçu comme un « mariage de raison », la perspective d'un accord ne soulève cependant pas l'enthousiasme chez ces derniers, qui se montrent réticents. La question de la gestion du budget se retrouve à nouveau l'objet de discordes, ainsi que celle des réfugiés, Wilders quittant notamment l'une des réunions le 15 avril en raison de l'opposition des autres partis à limiter le nombre de demandeurs d'asiles,.
Les négociations se poursuivent néanmoins, et finissent par aboutir le 15 mai à un accord entre les quatre partis, six mois après les élections. Plasterk est un temps proposé par Wilders au poste de Premier ministre, mais celui-ci fait l'objet d'un veto de la part d'Omtzight, qui avait l'objet de critiques de sa part au sujet de l'utilisation de sa voiture officielle. Ronald Plasterk est par ailleurs l'objet d'un scandale, le journal NRC Handelsblad ayant révélé deux mois plus tôt son enrichissement personnel au cours de son parcours professionnel dans le domaine de la recherche sur les vaccins appliqués à l'immunothérapie des cancers, qui l'ont vu devenir millionnaire au détriment de son employeur, le Centre universitaire médical d'Amsterdam, et de son collègue de recherche, Jan Koster. L'affaire amène à une enquête et à une plainte pour falsification de document. En tant que ministre de l'Éducation, de la Culture et de la Science, Plasterk avait lui-même fait voter une réforme augmentant la part des revenus des chercheurs et des universités tirés de leurs découvertes,. Devant cette situation, il renonce publiquement le 20 mai à sa candidature au poste de Premier ministre, avant d'être remplacé deux jours plus tard par Richard van Zwol, un ancien ministre membre de la CDA.

### Cabinet Schoof

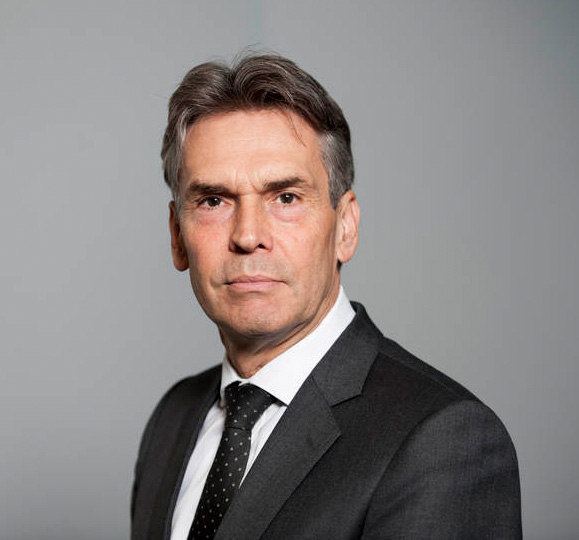
Dick Schoof.

Après avoir proposé sans succès le poste de Premier ministre à Kim Putters, Geert Wilder propose la candidature de l'indépendant Dick Schoof, qui reçoit le 28 mai l'appui de la coalition quadripartite,. La réforme de l'immigration et du droit d'asile est présentée comme la priorité du nouveau gouvernement, les membres de la coalition s'engageant à les rendre le plus strict possible,. Pieter Omtzigt annonce également une réforme du système d'allocations familiales, en référence au scandale de 2021 dont il avait été le lanceur d'alerte, et dont le dédommagement aux victimes est estimé à 14 milliards d'euros. Chacun des quatre partis obtient pour l'un de ses membres un poste de vice-Premier ministre, auquel s'ajoutent quatre ministres du PVV, trois du VVD, trois du NSC, et un du BBB.
Dick Schoof devient ainsi le premier chef de l'exécutif néérlandais à ne pas avoir d'expérience parlementaire ou ministérielle. Le nouveau cabinet prête serment et entre en fonction le 2 juillet, soit sept mois et huit jours, ou 222 jours, après les élections.